# 1107
1107 (MCVII) je bilo navadno leto, ki se je po julijanskem koledarju začelo na torek.

## Dogodki

### Evropa
- 8. januar - Umrlega škotskega kralja Edgarja nasledi njegov brat Aleksander I.
- jesen - Norveški križarski pohod: norveški kralj Sigurd se (še mladoleten) s floto okoli šestdeset ladij in z okoli 5.000 možmi poda na križarski pohod proti Sveti deželi. Zimo najprej prebije v Angliji. 1108 ↔
- Antiohijski knez Bohemond I. iz baze v Apuliji nadaljuje s protibizantinsko kampanjo in oblega Drač. Cesar Aleksej I. Komnen se izogiba odprtemu boju, bizantinski zavezniki Benečani pa vzpostavijo prevlado na morju. 1108 ↔
- Propapeška markizinja Matilda Toskanska osvoji toskansko mestece Prato.
- Angleški kralj Henrik I. sklene sporazum s papežem Pashalom II. in se odpove investituri. Zadovolji se le s fevdalno prisego škofov. 1111 ↔

### Bližnji vzhod
- Kilidž Arslan, sultan Sultanata Rum, najprej osvoji Mosul, potem pa ga porazita seldžuški sultan Mehmed Tapar in alepski emir Ridvan. Kilidž Arslan med poskusom bega utone in umre. Na prestolu ga nasledi Melikšah.
- Seldžuški guverner Ilghazi ibn Artuq iz dinastije Ortokidov postane vladar Mardina.

### Kitajska
- Dinastija Song: cesar Huizong, eden najbolj izobraženih vladarjev v zgodovini Kitajske, objavi Razpravo o čaju, ki pokriva vse podrobnosti od postopka vzgajanja čajevca do obrednega pitja čaja. Medtem ko se cesar Huizong posveča kulturni ustvarjalnosti, se na severu kitajske vzpenja nova mandžurska dinastija Jin.

## Rojstva
- 12. junij - cesar Gaozong, dinastija Song († 1187)

, Neznan datum
- Enrico Dandolo, 41. beneški dož, voditelj 4. križarskega pohoda († 1205)
- Henrik II., avstrijski vojvoda († 1177)

## Smrti
- 8. januar - Edgar Škotski, kralj (* 1074)

Neznan datum
- Cheng Yi, kitajski neokonfucijanski filozof (* 1033)
- Džajavarman VI., kmerski kralj
- Kilidž Arslan I., sultan seldžuškega sultanata Rum (* 1079)
- Mi Fu, kitajski slikar, pesnik, kaligraf (* 1051)
- Teofilakt Ohridski, nadškof Ohrida in komentator Svetega pisma (* ok. 1055)